# Флаг Пустозерского сельсовета
Флаг муниципального образования «Пустозерский сельсовет» Заполярного муниципального района Ненецкого автономного округа Российской Федерации.
Флаг утверждён 28 июня 2006 года и является официальным символом муниципального образования «Пустозерский сельсовет» Ненецкого автономного округа и служит знаком единства его населения.
Флаг составлен на основании герба муниципального образования «Пустозерский сельсовет» Ненецкого автономного округа, в соответствии с традициями и правилами геральдики и отражает исторические, культурные, социально-экономические, национальные и иные местные традиции.

## Описание флага
«Прямоугольное полотнище с соотношением ширины к длине 2:3, разделённое по диагонали на красную (вверху у древка) и синюю части, в центре которого — фигура из герба муниципального образования „Пустозерский сельсовет“ Ненецкого автономного округа (одномачтовый корабль с парусом, флюгером и носовым украшением в виде головы северного оленя) белого цвета».

## Символика флага
Трёхцветие флага повторяет цвета флага Российской Федерации.
Синий цвет символизирует реку Печору и подчёркивает тот факт, что все три населённых пункта расположены по берегам этой реки, которая является водной артерией. Синий цвет — это ещё и цвет божьего благословения.
Красный цвет символизирует мужество, красоту и жизнь.
Белый цвет (серебро) — цвет спокойствия, мира, благородства.